# Whitehall (comté d'Allegheny, Pennsylvanie)
Pour les articles homonymes, voir Whitehall (homonymie).
Whitehall est un borough américain situé dans le comté d'Allegheny, en Pennsylvanie,. Lors du recensement des États-Unis de 2010, il compte une population de 13 944 habitants.

## Démographie
Lors du recensement de 2010, le borough comptait une population de 13 944 habitants. Elle est estimée, le 1er juillet 2019, à 13 821 habitants.

### Source de la traduction
- (en) Cet article est partiellement ou en totalité issu de l’article de Wikipédia en anglais intitulé « Whitehall, Allegheny County, Pennsylvania » (voir la liste des auteurs).